# José Gustavo Julião de Camargo
José Gustavo Julião de Camargo (Vista Alegre do Alto, 1961) é compositor de música clássica contemporânea, arranjador musical e maestro de banda brasileiro.

## Dados biográficos
Iniciou seus estudos musicais em 1978, em Ribeirão Preto, com Mario Nacarato e Cristina Emboaba. Como instrumentista (clarineta e clarone) atuou nas orquestras de Campinas (Sinfônica Municipal, Jovem e Modern Popcorn Musical Group) de 1983 a 1986. Formou-se (1986) pelo Instituto de Artes da Universidade Estadual de Campinas (UNICAMP), tendo sido aluno de Almeida Prado, Damiano Cozzella, Raul do Valle (composição), Benito Juárez, Moacir del Picchia e Henrique Gregori (regência). 
Foi diretor musical do coro cênico Bossa Nossa de 1991 a 2008, e desenvolveu intensa atividade no Brasil e no exterior (Itália e Grécia). 
Desde 1988 é orientador de estruturação musical da Universidade de São Paulo (campus de Ribeirão Preto), atualmente atuando no Departamento de Música da FFCLRP-USP, sendo maestro da Banda Mogiana e maestro assistente da USP-Filarmônica, bem como violeiro do Ensemble Mentemanuque (todos grupos musicais atrelados ao NAP-CIPEM da FFCLRP-USP). 
Já foi maestro da Banda Cauim e da Banda Municipal de Sertãozinho.

## Obras principais
- Ópera do Café (2007) é obra monumental, com cerca de duas horas de duração, para corais e orquestra sinfônica, com libreto integral de Mário de Andrade. Foi estreada na Feira Nacional do Livro de Ribeirão Preto (2007), no Theatro Pedro II.
- Concerto para viola caipira e orquestra (2009) [2] foi estreado pela Orquestra Sinfônica de Ribeirão Preto, sob regência do maestro Cláudio Cruz, tendo Gustavo Costa como solista (viola caipira), no concerto de aniversário de Ribeirão Preto (19 de junho de 2009) no Theatro Pedro II de Ribeirão Preto, tendo sido apresentado também pela Orchestra Sinfonica Regionale del Molise em Termoli e no Teatro Savoia de Campobasso, em maio de 2010, sob regência de Rubens Ricciardi.

## Obras
- Estudo Nº1 para violão (1979)
- Estudo Nº2 para violão (1979)
- Estudo Nº3 para violão (1980)
- Bagatela para piano (1981)
- Mosaico para coro a cappella (1983)
- Menuetto para piano (1983)
- Corruíra para coro a cappella (1984)
- Missa Brevis à Santa Rita de Cássia para coro e orquestra de cordas (1984)
- Gruba para três fagotes e contra-fagote (1985)
- H.Q para percussão e orquestra (1985)
- Sonatina para piano (1994)
- Ode a Zumbi - Comandante Guerreiro, cantata para coro e pequena orquestra (1989)
- Boca I para coro a cappella com texto de Jacob Bettini (1994)
- Boca II para coro a cappella com texto de Jacob Bettini (1994)
- Ave Maria para coro a três vozes (1999)
- A Chama Sagrada, ópera juvenil com argumento de Selma Lagerlof, para coro e pequena orquestra (2001)
- Mandacaru para piano (2003)
- Ópera do Café - ópera coral em três atos com libretto de Mário de Andrade, para coro e orquestra (2007)
- 8 de março de 1808 para banda sinfônica (2008)
- Concerto para viola caipira e orquestra em três movimentos: I - A vila; II – Procissão na matriz; III – Festa no largo (2009)
- Velas e Vagalumes para flauta, clarineta, trompete, violino, violoncelo, viola caipira, piano e marimba (2009)